# Grand Prix Formule 1 van Italië 1969
De Grand Prix Formule 1 van Italië 1969 werd gehouden op 7 september op het Autodromo Nazionale Monza in Monza. Het was de achtste race van het seizoen.

## Uitslag
| Pos. | Nr. | Coureur              | Constructeur | Rondes | Tijd / Oorzaak uitval | Grid | Punten |
| ---- | --- | -------------------- | ------------ | ------ | --------------------- | ---- | ------ |
| 1    | 20  | Jackie Stewart       | Matra-Ford   | 68     | 1:39:11.26            | 3    | 9      |
| 2    | 4   | Jochen Rindt         | Lotus-Ford   | 68     | + 0.08                | 1    | 6      |
| 3    | 22  | Jean-Pierre Beltoise | Matra-Ford   | 68     | + 0.17                | 6    | 4      |
| 4    | 18  | Bruce McLaren        | McLaren-Ford | 68     | + 0.19                | 5    | 3      |
| 5    | 32  | Piers Courage        | Brabham-Ford | 68     | + 33.44               | 4    | 2      |
| 6    | 10  | Pedro Rodríguez      | Ferrari      | 66     | + 2 Rondes            | 12   | 1      |
| 7    | 16  | Denny Hulme          | McLaren-Ford | 66     | + 2 Rondes            | 2    |        |
| 8    | 30  | Jo Siffert           | Lotus-Ford   | 64     | Motor                 | 8    |        |
| 9    | 2   | Graham Hill          | Lotus-Ford   | 63     | Halfshaft             | 9    |        |
| 10   | 26  | Jacky Ickx           | Brabham-Ford | 61     | Out of Fuel           | 15   |        |
| NC   | 14  | John Surtees         | BRM          | 60     | Niet geklasseerd      | 10   |        |
| DNF  | 12  | Jackie Oliver        | BRM          | 48     | Oliedruk              | 11   |        |
| DNF  | 36  | Silvio Moser         | Brabham-Ford | 9      | Benzinelek            | 13   |        |
| DNF  | 28  | Jack Brabham         | Brabham-Ford | 6      | Olielek               | 7    |        |
| DNF  | 6   | John Miles           | Lotus-Ford   | 3      | Motor                 | 14   |        |
| DNS  | 10  | Ernesto Brambilla    | Ferrari      |        |                       |      |        |

## Statistieken
| Pole-position | Jochen Rindt         | Lotus-Ford | 1:25.48 |
| Snelste ronde | Jean-Pierre Beltoise | Matra-Ford | 1:25.2  |

## Noot
- Dit was de vijfde snelste ronde voor een Franse coureur.
- Eerste rondes als raceleider voor Piers Courage.

1921 · 1922 · 1923 · 1924 · 1925 · 1926 · 1927 · 1928 · 1931 · 1932 · 1933 · 1934 · 1935 · 1936 · 1937 · 1938 · 1947 · 1948 · 1949 · 1950 · 1951 · 1952 · 1953 · 1954 · 1955 · 1956 · 1957 · 1958 · 1959 · 1960 · 1961 · 1962 · 1963 · 1964 · 1965 · 1966 · 1967 · 1968 · 1969 · 1970 · 1971 · 1972 · 1973 · 1974 · 1975 · 1976 · 1977 · 1978 · 1979 · 1980 · 1981 · 1982 · 1983 · 1984 · 1985 · 1986 · 1987 · 1988 · 1989 · 1990 · 1991 · 1992 · 1993 · 1994 · 1995 · 1996 · 1997 · 1998 · 1999 · 2000 · 2001 · 2002 · 2003 · 2004 · 2005 · 2006 · 2007 · 2008 · 2009 · 2010 · 2011 · 2012 · 2013 · 2014 · 2015 · 2016 · 2017 · 2018 · 2019 · 2020 · 2021 · 2022 · 2023 · 2024 · 2025